# Venus Esquilina

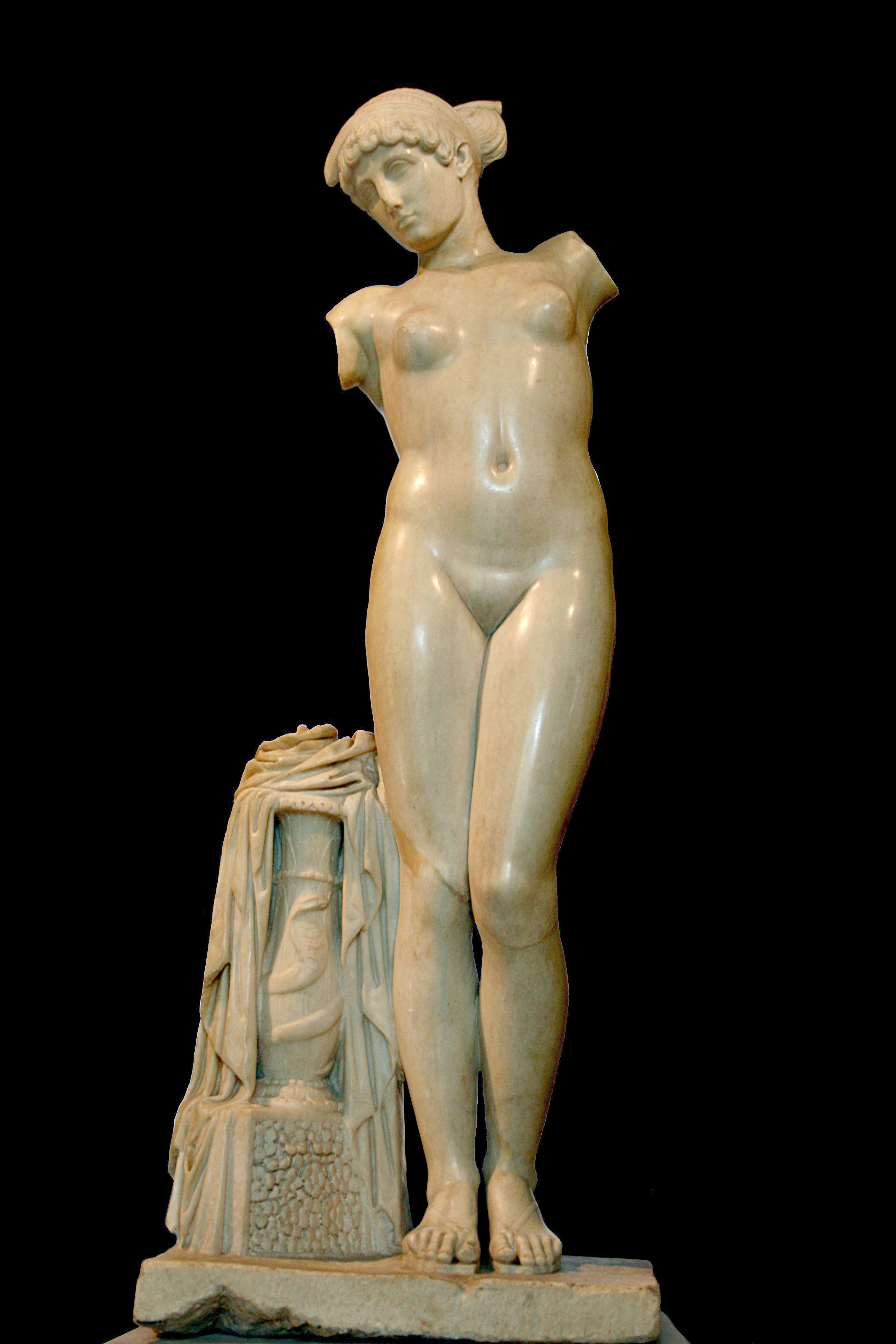
Venus Esquilina. Mármol anónimo, c. 50 d. C. (Museos Capitolinos, Roma).

La Venus Esquilina es una escultura en mármol de una mujer desnuda con sandalias y tocado realizada a una escala menor que la realidad.

## Historia
Fue hallada en la colina Esquilina, en los Jardines Lamianos (uno de los jardines imperiales, ricas fuentes arqueológicas de esculturas clásicas) en 1874, durante las intensas tareas de construcción posteriores al Risorgimento efectuadas para acondicionar a Roma como la capital de Italia. Pronto pasó a la colección de los Museos Capitolinos, donde permanece, y su lugar de exposición es en el edificio Centrale Montemartini. Entre diciembre de 2006 y febrero de 2007, fue la pieza central de la exposición «Cleopatra y los Césares» en el Bucerius Kunst Forum de Hamburgo, y, entre marzo y junio de 2007, estuvo en el Museo del Louvre en la exposición temporal sobre Praxíteles.
Estilísticamente la Venus Esquilina es un ejemplo de la escuela neoática «ecléctica» de Praxíteles, combinando elementos de varias otras escuelas: una idea praxiteliana de la forma femenina desnuda; un rostro, torso musculado y pequeños pechos altos del estilo severo del siglo V a. C.; y los muslos apretados típicos de las esculturas helenísticas. Sus brazos se romperían cuando la estatua cayó después de que el parque imperial en el que se erigía fuese abandonado tras la antigüedad. Los brazos han sido «restaurados», metafóricamente, con frecuencia en pinturas inspiradas en esta escultura, y escultóricamente, por el escultor catalán Antoni Alsina a principios del siglo XX, durante su pensionado en Roma.

## Tema
El tema de la estatua se ha interpretado de diversas formas: como la diosa romana Venus (posiblemente en la forma de Venus Anadiómena), como una bañista mortal desnuda, una versión femenina del Diadumeno, o un encargo ptolemaico, o una copia de uno (quizá una copia encargada por el propio Claudio para los jardines imperiales).

## En el arte contemporáneo

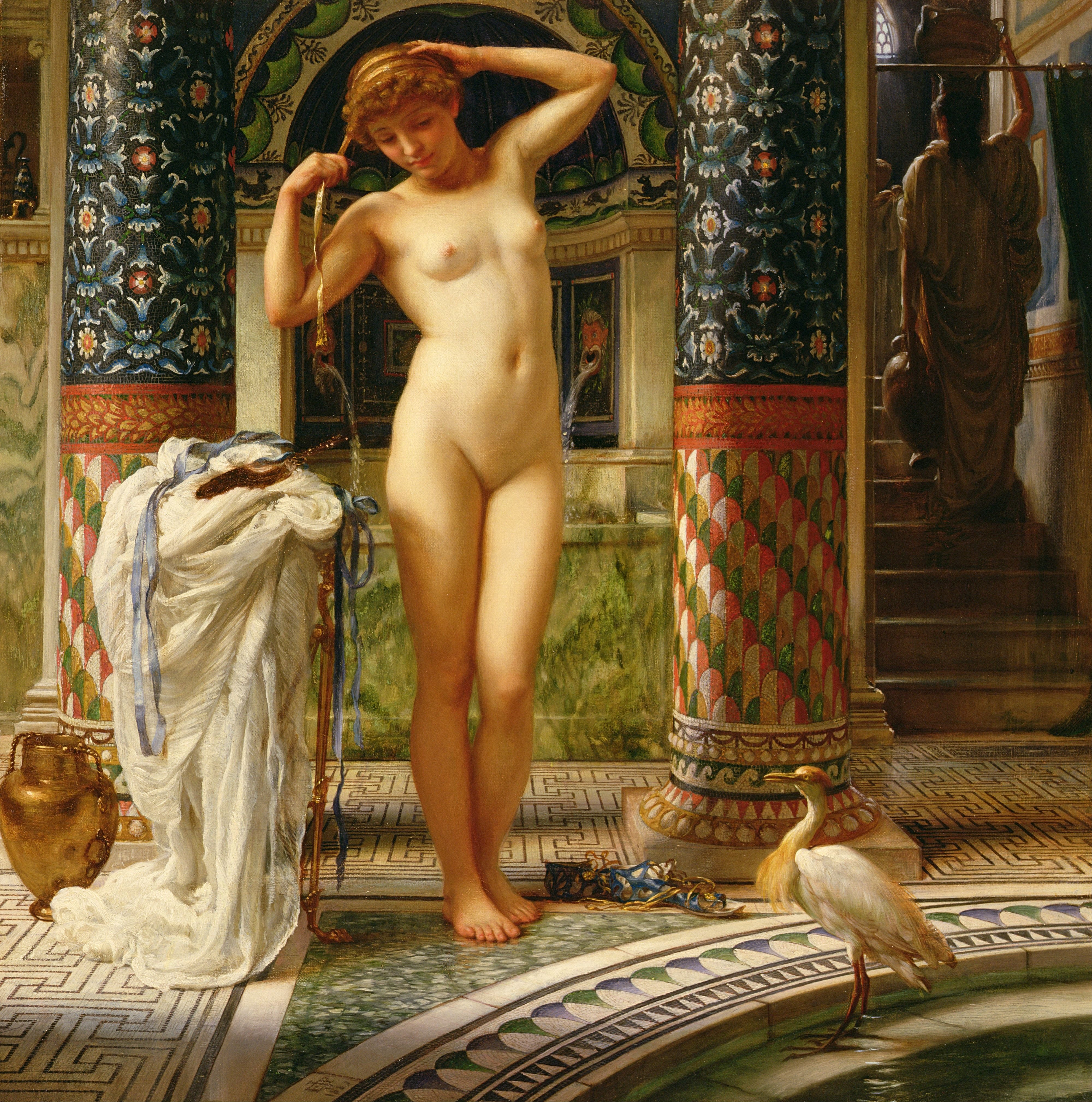
Diadumene, por Edward Poynter (1884).

La escultura inspiró muchas reconstrucciones artísticas en la década siguiente a su descubrimiento. Destacan entre ellas A Sculptor's Model de Lawrence Alma-Tadema (1877) y Diadumene de Edward Poynter (1884). Ambos autores retrataron a la modelo de la estatua en el momento de atarse el pelo con una tira de tejido (como con el tipo de estatua Diadumeno) en preparación para posar para la estatua o de tomar un baño, respectivamente. Poynter creía que esta era la reconstrucción correcta en parte porque los restos del dedo meñique de la mano izquierda son visibles en la parte trasera de la cabeza, lo que sugiere que su brazo izquierdo estaba levantado para sujetarse el pelo, mientras la mano derecha ataba la cinta. En el Museo Centrale Montemartini, la Venus Esquilina suele exhibirse actualmente detrás de una «piscina» (en realidad un panel de cristal en el suelo) como tributo a esta interpretación.

### ¿Cleopatra?
- Schulz, Matthias (2006). «Das Gesicht der Göttin». Der Spiegel (42): S. 182. ISSN 0038-7452.
- Seewald, Berthold (26 de octubre de 2006). «So sah Kleopatra wirklich aus». Die Welt.
- Andreae, Bernard; Westheider, Ortrud (2006). Kleopatra und die Caesaren: eine Ausstellung des Bucerius-Kunst-Forums Hamburg, 28. Oktober 2006 bis 4. Februar 2007. Múnich: Hirmer. ISBN 9783777432458.
- [Artículo sin firmar] (diciembre 2006–enero 2007). «Cleo uncovered». Current World Archaeology (20): 42-3.